# ديربي لاين (فيرمونت)
ديربي لاين (بالإنجليزية: Derby Line, Vermont)‏ هي قرية تقع في الولايات المتحدة في ديربي. يقدر عدد سكانها بـ 776 نسمة ومساحتها 1.9 كم2 وترتفع عن سطح البحر 322 متر.

## المناخ
يظهر الجدول التالي التغييرات المناخية على مدار السنة لديربي لاين:
| البيانات المناخية لـديربي لاين    | البيانات المناخية لـديربي لاين | البيانات المناخية لـديربي لاين | البيانات المناخية لـديربي لاين | البيانات المناخية لـديربي لاين | البيانات المناخية لـديربي لاين | البيانات المناخية لـديربي لاين | البيانات المناخية لـديربي لاين | البيانات المناخية لـديربي لاين | البيانات المناخية لـديربي لاين | البيانات المناخية لـديربي لاين | البيانات المناخية لـديربي لاين | البيانات المناخية لـديربي لاين | البيانات المناخية لـديربي لاين |
| الشهر                             | يناير                          | فبراير                         | مارس                           | أبريل                          | مايو                           | يونيو                          | يوليو                          | أغسطس                          | سبتمبر                         | أكتوبر                         | نوفمبر                         | ديسمبر                         | المعدل السنوي                  |
| --------------------------------- | ------------------------------ | ------------------------------ | ------------------------------ | ------------------------------ | ------------------------------ | ------------------------------ | ------------------------------ | ------------------------------ | ------------------------------ | ------------------------------ | ------------------------------ | ------------------------------ | ------------------------------ |
| الدرجة القصوى °ف (°م)             | 64 (18)                        | 62 (17)                        | 83 (28)                        | 87 (31)                        | 92 (33)                        | 95 (35)                        | 98 (37)                        | 95 (35)                        | 96 (36)                        | 84 (29)                        | 74 (23)                        | 66 (19)                        | 98 (37)                        |
| متوسط درجة الحرارة الكبرى °ف (°م) | 26 (−3)                        | 31 (−1)                        | 41 (5)                         | 54 (12)                        | 69 (21)                        | 77 (25)                        | 81 (27)                        | 79 (26)                        | 70 (21)                        | 57 (14)                        | 43 (6)                         | 31 (−1)                        | 55 (13)                        |
| متوسط درجة الحرارة الصغرى °ف (°م) | 6 (−14)                        | 8 (−13)                        | 19 (−7)                        | 31 (−1)                        | 43 (6)                         | 52 (11)                        | 57 (14)                        | 55 (13)                        | 47 (8)                         | 37 (3)                         | 27 (−3)                        | 13 (−11)                       | 33 (1)                         |
| أدنى درجة حرارة °ف (°م)           | −38 (−39)                      | −38 (−39)                      | −32 (−36)                      | −2 (−19)                       | 20 (−7)                        | 28 (−2)                        | 36 (2)                         | 32 (0)                         | 23 (−5)                        | 0 (−18)                        | −7 (−22)                       | −40 (−40)                      | −40 (−40)                      |
| الهطول إنش (مم)                   | 2.96 (75)                      | 2.16 (55)                      | 2.96 (75)                      | 2.93 (74)                      | 3.67 (93)                      | 3.93 (100)                     | 4.19 (106)                     | 4.18 (106)                     | 3.76 (96)                      | 3.45 (88)                      | 3.47 (88)                      | 3.12 (79)                      | 40.78 (1٬035)                  |
| متوسط تساقط الثلوج إنش (سم)       | 24.7 (63)                      | 17.2 (44)                      | 18.8 (48)                      | 6.9 (18)                       | 0.2 (0.51)                     | 0 (0)                          | 0 (0)                          | 0 (0)                          | 0.1 (0.25)                     | 1.1 (2.8)                      | 11 (28)                        | 23.1 (59)                      | 103.1 (263.56)                 |
| المصدر:                           |                                |                                |                                |                                |                                |                                |                                |                                |                                |                                |                                |                                |                                |

## معرض صور

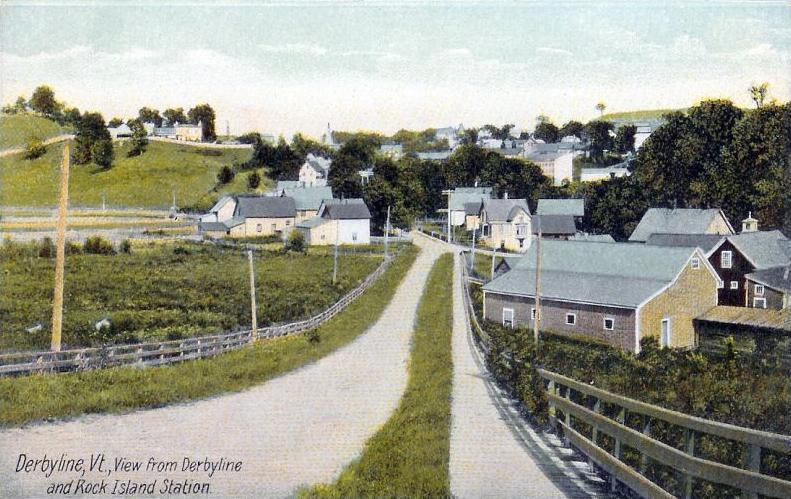
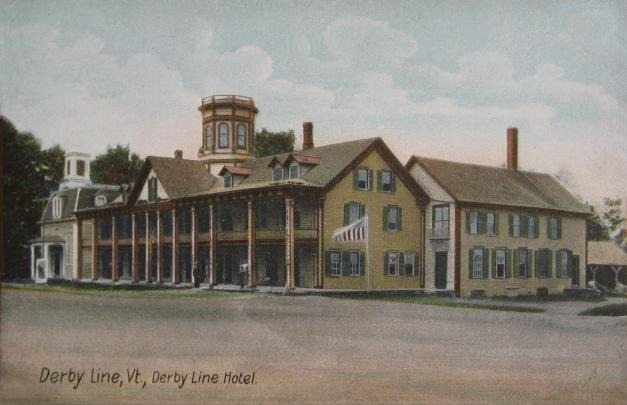
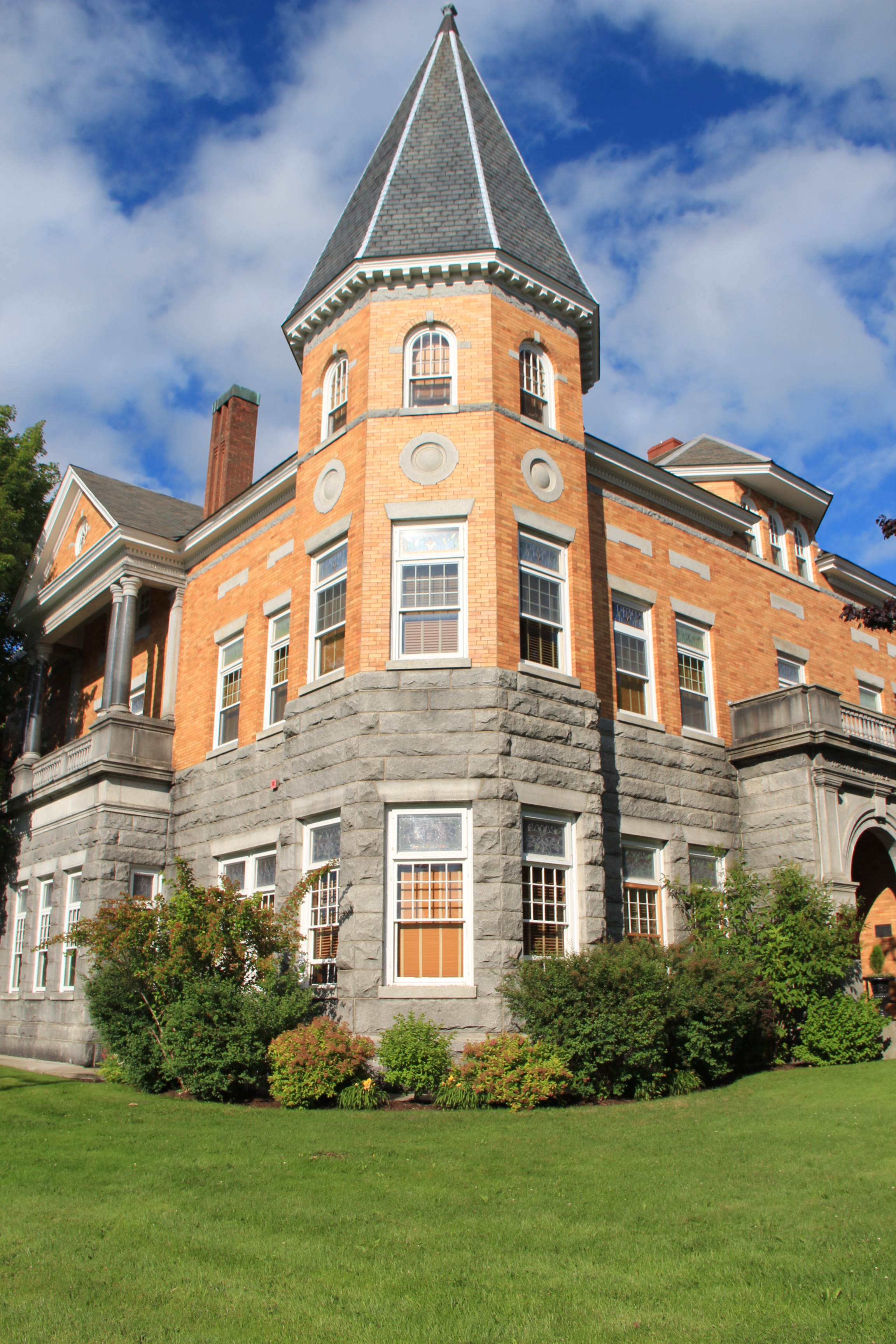
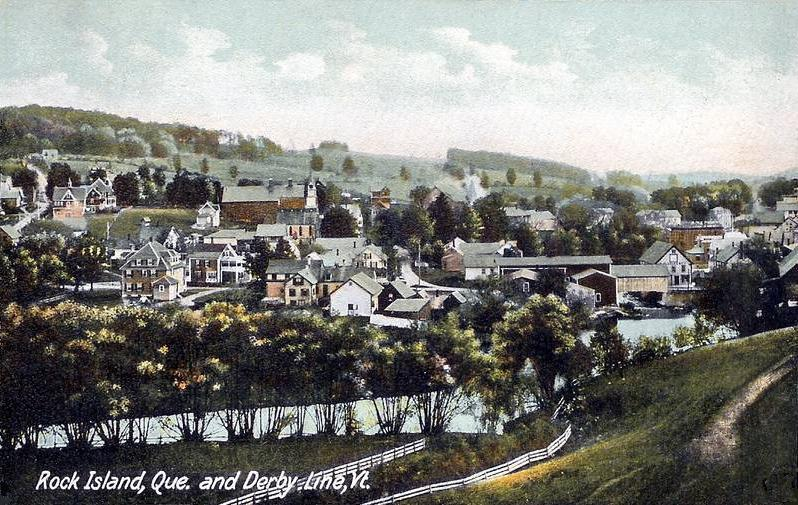